# 田民洲
田民洲（1955年8月—），男，陕西武功人，中华人民共和国军事人物，中国人民解放军少将，曾任宁夏军区司令员，兰州军区副参谋长。